# Aerogiro

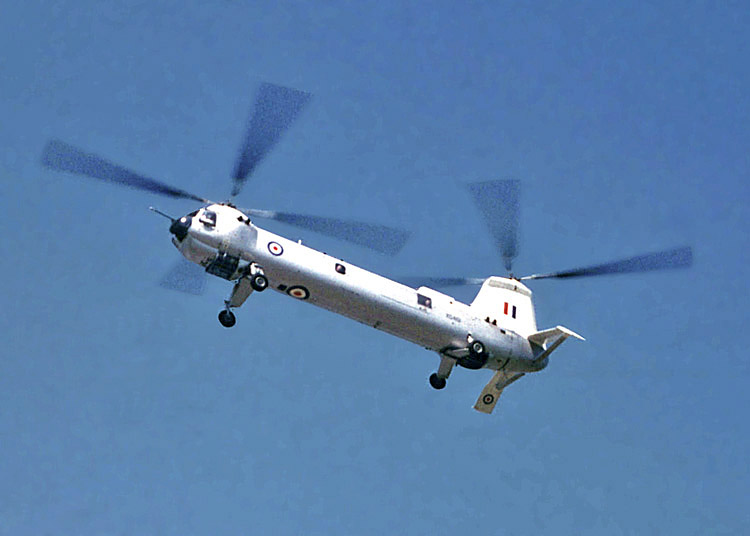
Il Bristol Belvedere, un elicottero medio da trasporto birotore e biturbina

Un aerogiro o aerodina ad ala rotante è un aeromobile più pesante dell'aria che utilizza la portanza generata da particolari superfici alari, dette pale, in rotazione attorno ad un albero. Più pale montate attorno a un albero, in aeronautica prendono il nome di rotore. Gli aerogiri si differenziano dai velivoli, in quanto questi ultimi sono caratterizzati da ali fisse.
La International Civil Aviation Organization (ICAO), l'agenzia autonoma delle Nazioni Unite incaricata di sviluppare i principi e le tecniche della navigazione aerea, definisce aerogiro un aeromobile "che si sostiene in volo grazie alla reazione dell'aria su uno o più rotori". Gli aerogiri in generale sono tutti gli aeromobili per i quali uno o più rotori sono necessari per fornire portanza per tutta la durata del volo, quali gli elicotteri, i ciclocotteri, gli autogiri e gli elicoplani. Tutti questi aerogiri possono anche avere dei motori aggiuntivi o eliche in grado di fornire spinta o superfici statiche in grado di generare portanza come le ali nei velivoli.

## Classi di aerogiri

### Elicotteri
Un elicottero è un tipo di aerogiro, nel quale i rotori sono messi in rotazione da motori per tutta la durata del volo, con lo scopo di consentire il decollo e l'atterraggio verticale, il volo a punto fisso, detto hovering, il volo traslato in avanti, all'indietro e lateralmente. Gli elicotteri esistono in diverse configurazioni e possono avere uno o più rotori.
Gli elicotteri con un solo rotore principale generano un coppia rotazionale, che deve essere compensata affinché l'aeromobile possa mantenere una direzione definita: al moto delle pale che girano in un senso, infatti, verrebbe ad aggiungersi, per compensazione, un corrispondente moto del corpo dell'aeromobile in senso inverso. Per evitare questo moto indesiderato, si utilizzano accorgimenti come il rotore di coda, il Fenestron o la configurazione NOTAR, eccezion fatta per alcuni rari modelli di elicotteri che utilizzano la propulsione a getto alle estremità delle pale, detta "tip jet", che non ingenera una significativa coppia di rotazione sulla struttura.

### Autogiri

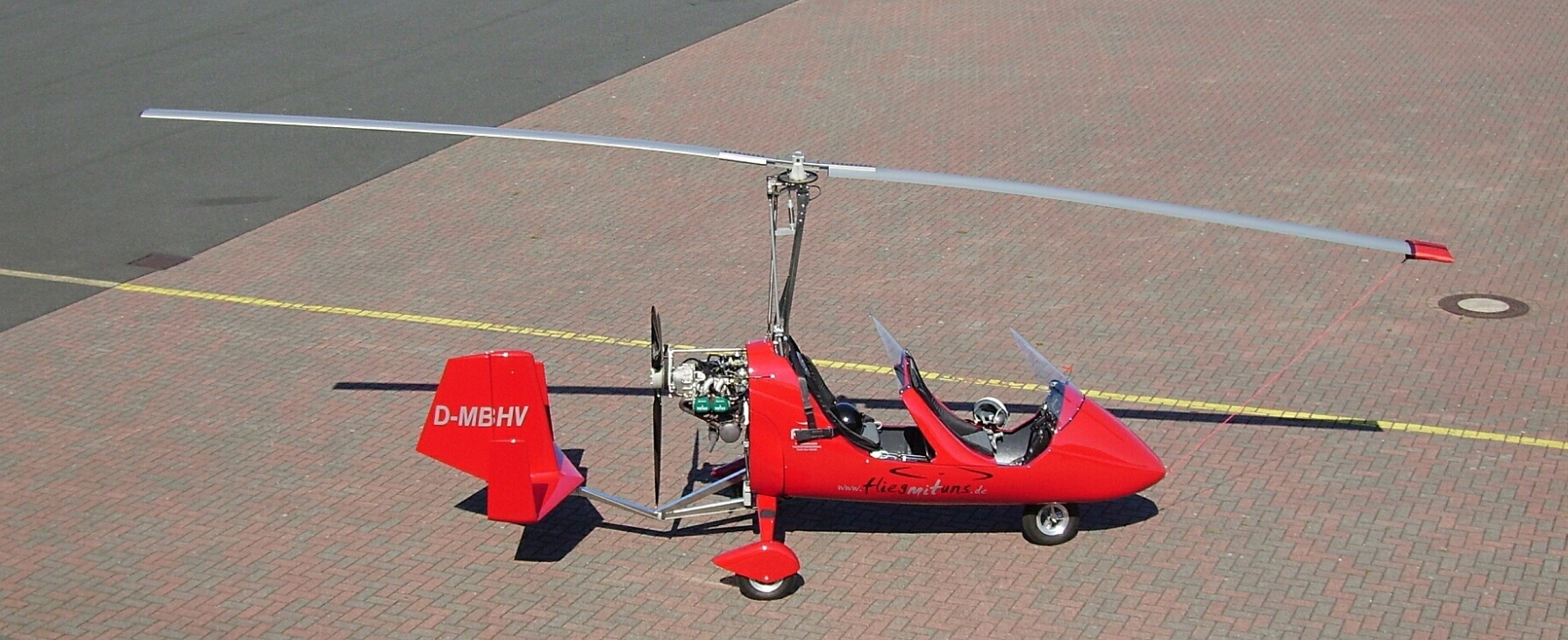
Autogiro immatricolato in Germania

Un autogiro, talvolta denominato giroplano, gyroplane, o rotaplano, utilizza un rotore non collegato a un motore, ma messo in moto dal flusso aerodinamico che lo investe, mantenendolo in una condizione di autorotazione. Il rotore genera portanza, mentre la spinta è fornita da una o più eliche, simili a quella degli aeromobili ad ala fissa. Sebbene il rotore di un autogiro sembri simile a quello di un elicottero, in realtà nel caso dell'autogiro è necessario che passi un flusso d'aria nel rotore per generare la rotazione. I primi autogiri somigliavano agli aeroplani, in quanto dotati di ali e di motori ed eliche anteriori. Gli autogiri moderni, invece, sono in genere dotati di un motore posteriore e di un'elica spingente, cioè rivolta all'indietro.
L'autogiro è stato inventato nel 1920 dal pioniere dell'aria spagnolo Juan de la Cierva.

### Elicoplani

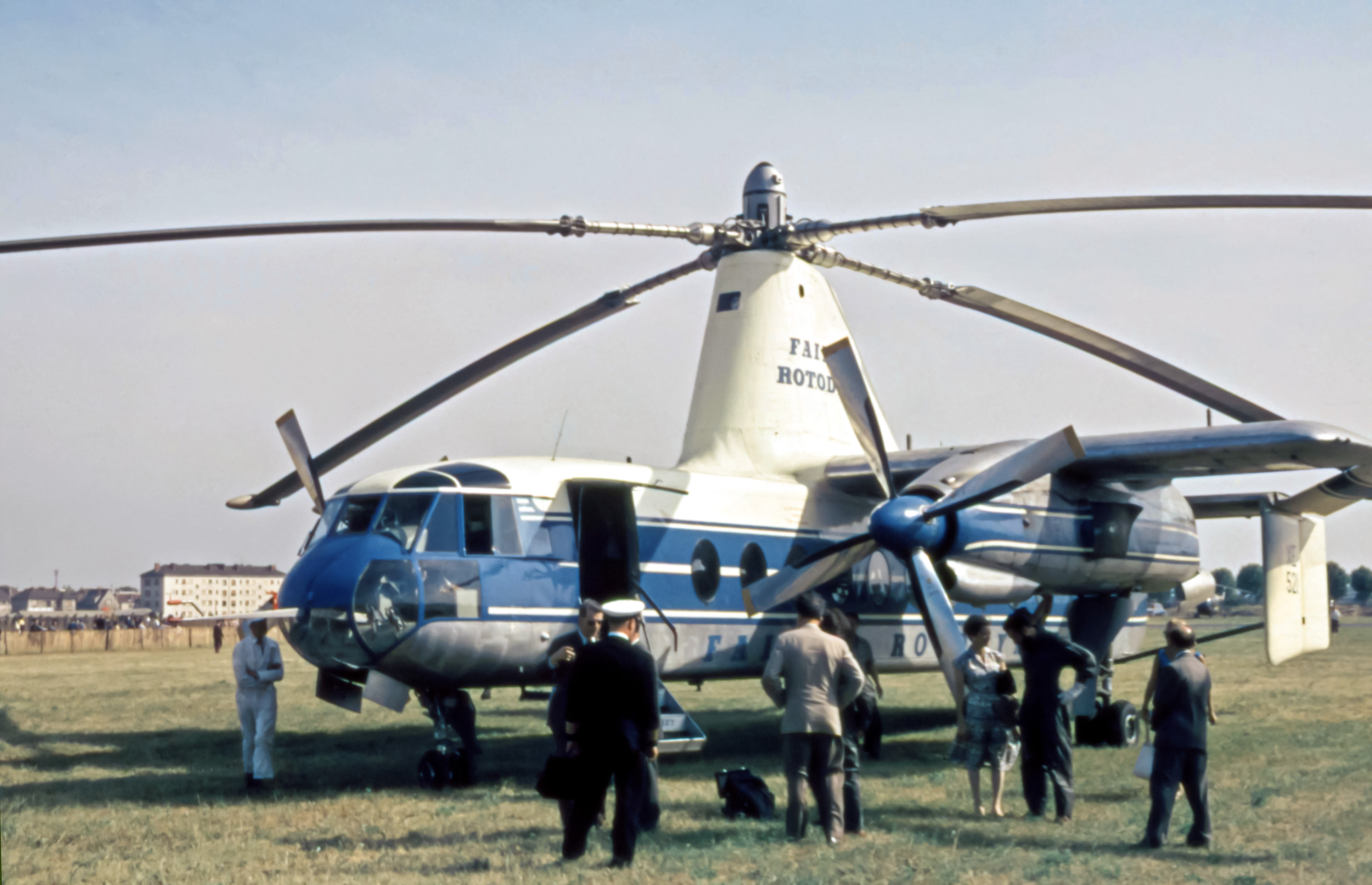
Prototipo dell'elicoplano Fairey Rotodyne

Il rotore di un elicoplano è messo in rotazione dal relativo motore nelle fasi di decollo e atterraggio e per l'hovering. La funzione anti-coppia e la spinta per il volo traslato vengono fornite da una o più eliche, montate su piccole ali. All'aumentare della potenza fornita alle eliche utilizzate per la propulsione, diminuisce la spinta che deve fornire il rotore principale per consentire la traslazione; alla velocità di crociera, la maggior parte o tutta la spinta in avanti viene fornita dalle eliche, mentre il rotore riceve solo la potenza necessaria per far diminuire la sua resistenza aerodinamica e per fornire portanza. Questa configurazione consente una maggiore efficienza rispetto a quella degli autogiri, nei quali il rotore principale viene lasciato in autorotazione; d'altra parte, la configurazione degli autogiri permette maggiori velocità rispetto agli elicotteri, in quanto è diminuito il rischio di stallo per le pale retrocedenti, condizione di volo che è pericolosa alle alte velocità per questi ultimi.